# Centraal Comité voor Ex-moslims
Het Centraal Comité voor Ex-Moslims was een in Nederland gevestigd comité dat afvallige moslims wilde helpen, wilde opkomen voor het in vele grondwetten vastgelegde recht op godsdienstvrijheid van moslims die afstand willen doen van de islam en vermeende taboes in de moslimwereld over huiselijk geweld en schending van vrouwenrechten bespreekbaar wilde maken. Het riep eveneens de Nederlandse overheid op om meer hulp te bieden aan bedreigde ex-moslims. Politicus Ehsan Jami was de oprichter van het comité. Later sloot Loubna Berrada, oprichter van de Adviescommissie Integratie van de VVD, zich bij hem aan. Een aantal adviseurs ondersteunde het comité, onder wie de uit Iran afkomstige hoogleraar en rechtsfilosoof Afshin Ellian.

## Oprichting
Het comité is op 11 september 2007 met drie leden officieel van start gegaan. Bij Jami's presentatie waren ook de voorzitters aanwezig van een Engels en een Duits Comité voor ex-moslims: Maryam Namazie van de Council of Ex-Muslims of Britain respectievelijk Mina Ahadi van de Zentralrat der Ex-Muslime. Jami presenteerde tevens zijn boek "Het recht om ex-moslim te zijn".
Eerder kondigde het comité zijn oprichting publiekelijk aan tijdens de uitzending van het Radio 1-programma De Ochtenden van 2 mei 2007. Jami liet daarin weten met dit comité een tegengeluid te willen laten horen, omdat het naar zijn zeggen binnen de moslimgemeenschap niet mogelijk zou zijn de islam af te zweren zonder hiervoor tot de dood veroordeeld te worden. Na de terroristische aanslagen op 11 september 2001 verdiepte hij zich in de Koran, waarna hij concludeerde dat hij zich er niet mee kon identificeren. Naar eigen zeggen is de keuze wel mogelijk, maar mag men haar niet uiten. Hierop zou uitsluiting en/of bedreigingen volgen. In de radio-uitzending volgt een interview met een ex-moslim die hiervan getuigt. Die week maakte Jami eveneens zijn opwachting in het tv-programma Schepper & Co, waarin hij zei dat hij als politicus alles moet kunnen zeggen.
Bij de start van project was door Michiel Hegener het Steuncomité voor Ex-moslims opgericht.

## Keuzevrijheid
Het Centraal Comité voor Ex-moslims sloot zich aan bij een uitspraak van Michiel Hegener, die in 2002 in het dagblad Trouw stelde dat veel moslims niet meer volledig geloven, en dat deze moslims er via Postbus 51 op gewezen zouden moeten worden dat ze de vrijheid hebben om te kiezen.
Volgens het comité kunnen ook moskeeën hier dan een rol in vervullen. Een duidelijk plan van aanpak was omstreeks mei 2007 nog in de maak, maar het comité wilde een actieve bemoeienis van de overheid in dezen. Berrada stapte begin juni 2007 weer uit het comité, omdat ze vond dat Jami de islam te zeer ter discussie stelt: "Ik vind het niet handig om de islam zelf ter discussie te stellen. Niet slim. Daar wil ik me niet in mengen. Houd het bij: je moet uit de islam kunnen stappen zonder te worden bedreigd. Punt." Later wilde Berrada weer tot het comité worden toegelaten op verzoek van Eshan Jami, die aangaf dat hij zonder andere ex-moslims het comité niet kon doorzetten. Er is gesproken om tot een gemeenschappelijk standpunt te komen, maar men kwam er niet uit. Op 16 augustus 2007 is Loubna Berrada definitief uit het comité gestapt.
Op 10 september 2007 kwam het Steuncomité voor Ex-moslims met een Steunverklaring die was ondertekend door 75 min of meer bekende Nederlanders, onder wie drie fractievoorzitters: Mark Rutte (VVD), Geert Wilders (PVV) en Marianne Thieme (PvdD). De Steunverklaring werd onverkort geplaatst  op de opiniepagina's van NRC Handelsblad.

## Opheffing
In april 2008 maakte Jami bekend dat het Centraal Comité voor Ex-moslims zou worden opgeheven. Als belangrijkste reden gaf hij aan dat niemand lid zou durven te worden.
Na de opheffing van het Centraal Comité voor Ex-moslims bleef het Steuncomité voor ex-moslims gehandhaafd en leidt sindsdien een sluimerend bestaan.

## Buitenlandse CCE's
De oprichting van het Nederlandse comité was deels een reactie op een soortgelijk Duits initiatief in februari 2007. Onder aanvoering van de Duits-Iraanse Mina Ahadi presenteerde de nieuwe vereniging Zentralrat der Ex-Muslime zich met de leuze ‘Wir haben abgeschworen’. Ahadi en haar medebestuursleden hebben sindsdien vanwege bedreigingen permanente politiebescherming.
Een groep van andere ex-moslims verenigde zich vervolgens om stelling te nemen tegen het comité van ex-moslims. De leden vinden dat Jami het recht om afstand te nemen van een godsdienst gebruikt als dekmantel om moslims 'categorisch' te beledigen en te stigmatiseren door ze als 'gewelddadig' en 'terroristisch' af te schilderen. Deze groep hield op 10 september 2007 een persconferentie in een moskee, één dag voor de officiële oprichting van het Centraal Comité voor Ex-moslims.
Deze ex-moslims verwijten Jami bovendien dat hij, door zijn comité op 11 september aan te kondigen, een directe link legt tussen miljoenen moslims op de wereld en terrorisme, en daarmee bijdraagt aan verdere polarisering en stigmatisering van bevolkingsgroepen.
In Antwerpen werd het bestaan van een Vlaams Comité voor Ex-moslims (VCEM) in 2009 aangekondigd. Zijn voorzitter zou een voormalige bekeerde zijn, Peter Velle. Maar het bestaan ervan is alleen maar bevestigd door Vlaams Belang, kranten en websites.